# Ilan Mochiach
Ilan Mochiach (Tel Aviv, 12 juli 1948) is een Israëlisch componist, muziekpedagoog, dirigent, arrangeur, klarinettist, saxofonist en vibrafonist.

## Levensloop
Mochiach groeide om in een muzikale omgeving in Tel Aviv. Hij studeerde in de Verenigde Staten aan het Mannes College of Music in New York en behaalde aldaar zijn Bachelor of Music. Vervolgens studeerde hij aan de Universiteit van New York en behaalde daar zijn Master of Arts. Hij is gast-dirigent van het Israel Philharmonic Orchestra, het Israel Chamber Orchestra, Jerusalem Symphonic Orchestra, het Fundazione Arturo Toscanini in Parma, de Maggio Musicale in Florence, de Jazz-Symphony in São Paulo en het Queens Symphony Orchestra in New York. 
Naast zijn werkzaamheden op klassiek gebied is hij zowel bezig in de jazz- en populaire muziek. Als componist, arrangeur en dirigent werkt hij samen met kunstenaars en artiesten zoals Dee Dee  Bridgewater, Esther Ofarim, Achinoam Nini - soms beter bekend onder haar pseudoniem Noa, Yehudith Ravitz, Arik Einstein, Gidi Gov, Shalom Hanoch, Yossi Banai en Mati Caspi. Als klarinettist en vooral saxofonist is hij bandleader en lid van zijn eigen jazz- en etnisch ensemble.  
Hij is medeoprichter van de Rimon School of Jazz & Contemporary music. Verder is hij docent voor harmonie, contrapunt, muziektheorie, compositie, orkestratie en jazz aan de Rubin Academy in Tel-Aviv en aan de Jerusalem Academy of Music and Dance. 
Als componist en arrangeur schreef hij werken voor orkest, harmonieorkest, vocale muziek en theater-, film- en televisiemuziek. Zijn zonen Rea en Tom Mochiach zijn eveneens op muzikaal gebied werkzaam.

## Composities (Uittreksel)

### Werken voor harmonieorkest
- 1987 Negev Desert Suite, voor harmonieorkest
- Hassidic Rhapsody, voor harmonieorkest

### Vocale muziek

#### Liederen
- Am Echad Lev Echad, voor zangstem en orkest - tekst: D. Amalgor
- Sweet, Sweet, voor zangstem en orkest - tekst: Ilan Goldhirsch

### Filmmuziek
- 1973 Ha-Meshahnei'a Ba'am
- 1977 Bo Nefotzetz Million
- 1980 Hayeh Ahaltah Otah
- 1992 Geveret Tiftehi, Ze Ani